# Paranaíba (ort)
Paranaíba är en ort i Brasilien.   Den ligger i kommunen Paranaíba och delstaten Mato Grosso do Sul, i den södra delen av landet, 600 km sydväst om huvudstaden Brasília. Paranaíba ligger 383 meter över havet och antalet invånare är 32 217.
Terrängen runt Paranaíba är platt.
Omgivningarna runt Paranaíba är huvudsakligen savann. Runt Paranaíba är det glesbefolkat, med 10 invånare per kvadratkilometer.